# Union sportive Colomiers basket
L'Union Sportive de Colomiers basket (US Colomiers) est un club de basket-ball français basé à Colomiers, dont l'équipe 1 féminine évolue en NF1 depuis 2010 et l'équipe 1 masculine en NM3 entre 2010 et 2016.

## Historique du club
La section basket de l'US Colomiers Omnisports a été créée en 1966.
Depuis le début des années 80, le club est le plus important (en nombre de licenciés) de Midi-Pyrénées.
Lors de la saison 2008-2009, l'équipe féminine 1 accède en NF1 profitant du refus à la remontée de deux clubs. Depuis 2010, l'équipe se maintient à ce niveau.

## Palmarès
Équipe masculine 1
- 1984 : Première accession en NM3.
- 2004 : Première accession en NM2
- 2006 : Descente en NM3.
- 2007 : Descente en pré-nationale.
- 2010 : Retour en NM3.
- 2016 : Descente en pré-nationale.

Équipe féminine 1
- 2000 : Première accession en NF3.
- 2001 : Première accession en NF2.
- 2008 : Première accession en NF1.
- 2009 : Descente en NF2.
- 2010 : Retour en NF1.

## Joueurs et joueuses célèbres
- Gaëlle Skrela, fille de Jean-Claude Skrela, formée au club
- Jean-Gaël Percevaut (2007-2013)
- Christine Gomis
- Leslie Ardon (2014-2015)
- Stéphane Dondon
- Cédric Bertorelle
- Jessica Clémençon (2017-2020)
- Agathe Degorces (2018-2020)
- Iva Cuzić (2018-2019)
- Sylvie Gruszczynski (2019-2020), joker médical après sa retraite
- Laure Fourcade
- Saïd Bendriss (formation)